# الكفاح الثوري
الكفاح الثوري (باليونانية: Επαναστατικός Αγώνας, Epanastatikos Agonas) هي جماعة يونانية معروفة بهجماتها على مباني الحكومة اليونانية وسفارة الولايات المتحدة في أثينا. مصنفة كجماعة إرهابية من قبل الحكومة اليونانية والاتحاد الأوروبي والولايات المتحدة.

## هجمات 2003–2007

### التحقيق
في يناير 2009 ، قالت الشرطة اليونانية إن اختبارات المقذوفات التي أجرتها أظهرت أن السلاح المستخدم في هجوم 30 أبريل 2007 قد استخدم مرة أخرى في إطلاق النار على ضابط شرطة في 5 يناير 2009. تم ربط السلاح الثاني الذي تم استخدامه في هجوم 5 يناير من قبل الشرطة بهجوم 23 ديسمبر 2008 على حافلة للشرطة. تم الإبلاغ عن هذا الهجوم من قبل جماعة تطلق على نفسها اسم الحركة الشعبية (Laiki Drasi, Λαϊκή Δράση)، كرد فعل على شغب اليونان 2008.